# 五里冲水库 (蒙自)
五里冲水库，位于中华人民共和国云南省东南部蒙自市期路白苗族乡，是南溪河支流工农大沟上游的中型水库。水库于1991年10月开工建设，1996年12月完工。水库集水面积25.4平方千米，总库容7949万立方米，调洪库容323万立方米，兴利库容5076万立方米，死库容2550万立方米。校核洪水位1459.65米，正常蓄水位1458米，死水位1422米。
五里冲水库属于盲谷水库，防渗主体为灌浆帷幕和混凝土防渗墙。水库地质结构复杂，岩溶及其发源，地下河自北向南贯穿整个库区。水库的建设为中国岩溶地区兴建无坝水库提供了一个成功范例。
水库建成后年供水量8160万立方米，灌溉蒙自坝区8010公顷，供水范围包括蒙自新、老城区周边及雨过铺镇、个旧市大屯镇一带。水库的建设极大地改善了蒙自坝子水资源供应状况和水环境，促成了红河哈尼族彝族自治州行政中心由个旧市搬迁至蒙自市，促进了地方经济的发展。